# 荒川久壽男
荒川 久壽男（あらかわ くすお、1918年〈大正7年〉6月11日 - 1986年〈昭和61年〉12月31日）は、日本の歴史学者。元皇學館大学教授。

## 経歴
大正7年（1918年）6月、茨城県に生まれる。茨城県立下妻中学校（現在の茨城県立下妻第一高等学校）、水戸高等学校を経て、昭和16年（1941年）3月に東京帝国大学文学部国史学科を卒業する。直ちに同大学の副手となる。1942年1月、海軍教授となり、土浦市地域と三重県内の海軍航空隊で教鞭をとった。
戦後は1947年（昭和22年）4月より茨城県日立市立中学校（現在の茨城県立日立工業高等学校）教諭、1948年7月より茨城県立水海道第一高等学校教諭、1958年4月より茨城県立水戸第二高等学校教諭、1964年4月より皇學館大学助教授、1968年より同大学教授にそれぞれ就任した。
専門は日本近世史（新井白石研究・水戸学専門）・日本近代思想史で、東京帝国大学在学中より水戸学の研究に従事した。また、1980年6月には、家永教科書裁判の国側証人として意見陳述を行った。
晩年、腹膜・結腸の癌のため片眼を失明したのちは、研究論文の執筆に全力を傾注し、『水戸史学の現代的意義』『新井白石の学問思想の研究』『明治の精神』を著した。没後の1987年1月、正六位勲四等瑞宝章に叙される。

## 著書
- 『宇内の大理』 四海書房 1944年4月
- 『歴史の窓』 茨城県教師会 1964年2月
- 『維新前夜』 日本教文社 1965年6月
- 『要約近世日本国民史2 豊臣時代』 時事通信社 1967年
- 『要約近世日本国民史8 明治天皇時代2』 時事通信社 1967年
- 『維新の群像』 日本教文社 1970年
- 『近代日本思想史研究』 皇學館大学出版部 1975年4月
- 『水戸史学の現代的意義』 水戸史学会 1987年2月
- 『新井白石の学問思想の研究』 皇學館大学出版部 1987年3月
- 『明治の精神』 皇學館大学出版部 1987年7月